# Головань Євгеній Анатолійович
Євгеній Анатолійович Головань (14 березня 1997, м. Конотоп, Сумська область — 26 лютого 2022) — український спортсмен, Майстер спорту України з лижних перегонів, військовослужбовець, старший сержант Державної прикордонної служби України, учасник російсько-української війни. Кавалер ордена «За мужність» III ступеня (2022, посмертно).
Переможець та призер чемпіонатів України з лижних перегонів.

## Життєпис
Євгеній Головань народився 14 березня 1997 року в місті Конотопі, нині Конотопської громади Конотопського району Сумської области України.
Закінчив Конотопську загальноосвітню школу № 11 та дитячо-юнацьку спортивну школу.
До початку повномасштабного російського вторгнення в Україну служив в прикордонній службі на Сумщині. Загинув 26 лютого 2022 року внаслідок проникаючого осколкового поранення.

## Нагороди
- орден «За мужність» III ступеня (28 лютого 2022, посмертно) — за особисту мужність і самовіддані дії, виявлені у захисті державного суверенітету та територіальної цілісності України, вірність військовій присязі[3].

## Дивіться також
- Список українських спортсменів, тренерів і функціонерів, що загинули під час Революції гідності чи внаслідок російської агресії в Україні